# Fridha Lundell (sångerska)
Frida Cecilia (Fridha) Lundell, född Olsson 10 juni 1987 i Torslanda församling i Göteborg, död 23 maj 2019 i Mölndal, var en svensk sångerska.
Lundell blev känd för sin medverkan i den turnerande showen Diggiloo säsongen 2012 med bland andra Lasse Holm, Jessica Andersson och Markoolio. Innan dess var hon bland annat sångerska i popgruppen Popsiq samt partybandet Hitmaskinen och körade även bakom flera kända artister.
Lundell medverkade i flera TV-program, till exempel som tävlande i Så ska det låta i SVT, Sommarkrysset i TV4 och Bingolotto. Hon turnerade även med Lasse Holm och hans föreställning ”En hel massa Lasse”.
Fridha Lundell avled 31 år gammal i maj 2019 i sviterna av cancer. Vid begravningshögtiden i Vasakyrkan i Göteborg medverkade bland annat Jessica Andersson och Magnus Carlsson. Hon är begravd på Fässbergs kyrkogård.

## Diskografi
- 2007 - You're Not The One - Popsiq - Heart Whisper Music HWMCDS01000[9]
- 2007 - Life is alive - Popsiq - Heart Whisper Music HWMCDS1002[9]